# Agylla perpensa
Agylla perpensa là một loài bướm đêm thuộc phân họ Arctiinae, họ Erebidae.